# Planinarstvo u 1950.
◄◄ | ◄ | 1947. | 1948. | 1949. | 1950.  | 1951. | 1952. | 1953. | ► | ►►
Arhitektura • Astronautika • Astronomija • Biologija • Film • Fotografija • Glazba • Kazalište • Kemija • Kiparstvo • Knjige • Književnost • Kršćanstvo • Meteorologija • Medicina • Planinarstvo • Politika • Pravo • Promet • Slikarstvo • Strip • Šport • Televizija • Znanost • Zrakoplovstvo • Željeznički promet
Planinarstvo u 1950.

## Svijet

### Rođenja
- 26. prosinca – Stipe Božić, hrvatski alpinist, putopisac, redatelj dokumentarnih filmova i emisija

## Vanjske poveznice
|  | Zajednički poslužitelj ima još gradiva o temi Planinarstvo |